# Désigné pour mourir
Pour plus de détails, voir Fiche technique et Distribution.
Désigné pour mourir (Marked for Death) est un film américain réalisé par Dwight H. Little, sorti en 1990.

## Synopsis
John Hatcher, agent de la DEA qui vient de prendre sa retraite, retourne dans sa ville natale et découvre rapidement que la drogue s'est infiltrée dans le quartier où il habitait. Bien décidé à expulser les trafiquants, Hatcher croise le chemin d'un redoutable baron jamaïcain de la drogue, qui voue Hatcher et sa famille à une mort certaine.

## Fiche technique
- Titre français : Désigné pour mourir
- Titre original : Marked for Death
- Réalisation : Dwight H. Little
- Scénario : Michael Grais (en) et Mark Victor (en)
- Musique : James Newton Howard
- Photographie : Ric Waite (en)
- Montage : O. Nicholas Brown
- Production : Michael Grais (en), Steven Seagal & Mark Victor (en)
- Sociétés de production : 20th Century Fox & Steamroller Productions
- Société de distribution : 20th Century Fox
- Pays :  États-Unis
- Langue : anglais
- Format : Couleur - Dolby - 35 mm - 2.35:1
- Genre : Action, Policier
- Budget : 12 millions $
- Durée : 91 min
- Dates de sortie :
  -  États-Unis et  Canada : 5 octobre 1990
- Classification :
  - Film interdit aux moins de 12 ans

## Distribution
- Steven Seagal (VF : Emmanuel Jacomy) : John Hatcher
- Keith David (VF : Med Hondo) : Max
- Basil Wallace (en) (VF : Sady Rebbot) : Screwface
- Tom Wright (en) (VF : Mostefa Stiti) : Charles
- Joanna Pacula (VF : Martine Meiraghe) : Leslie
- Kevin Dunn (VF : Mario Santini) : Le lieutenant Sal Roselli
- Elizabeth Gracen (VF : Anne Rondeleux) : Melissa
- Bette Ford (en) : Kate Hatcher
- Danielle Harris : Tracey
- Al Israel (VF : Daniel Sarky) : Tito Barco
- Victor Romero Evans (VF : Sydney Kotto) : Nesta
- Michael Ralph (en) (VF : Daniel Kamwa) : Monkey
- Jeffrey Anderson-Gunter (en) : Nago
- Richard Delmonte (VF : Vincent Violette) : Chico
- Tony DiBenedetto (VF : Michel Fortin) : Jimmy Fingers
- Peter Jason (VF : Marc de Georgi) : Peter Stone
- Gary Carlos Cervantes (VF : Serge Lhorca) : Little Richard
- Arlen Dean Snyder (VF : Marc Cassot) : Duvall
- Sandra Canning (VF : Maïk Darah) : La petite amie de Screwface
- Earl Boen (VF : Raoul Guillet) : Dr Stein
- Danny Trejo : Hector
- Jimmy Cliff : Lui-même
- Joe Renteria (VF : Pascal Renwick) : Raoul, un trafiquant de drogue

## Production

### Tournage
Le film a été tourné à Chicago mais aussi en Jamaïque.

## Accueil

### Critiques
Sur le site Rotten Tomatoes, la note moyenne donnée au film par onze critiques est de 27 %. Les spectateurs interrogés par CinemaScore ont attribué au film une note moyenne de "A-" sur une échelle de A+ à F.
Le New York Times et le Washington Post ont tous deux donné leur aval, affirmant qu'il s'agissait d'un autre film d'action solide de Seagal. Dans une réponse moins que favorable de Entertainment Weekly, ils ont écrit que le film est partiellement "défait par une cinématographie floue".

### Box-office
| Pays ou région    | Box-office   | Date d'arrêt du box-office | Nombre de semaines |
| ----------------- | ------------ | -------------------------- | ------------------ |
| États-Unis Canada | 46 044 396 $ | -                          | -                  |
| Total mondial     | 57 968 936 $ | -                          | -                  |